# Boniface Kiprop
Boniface Kiprop Toroitich (ur. 12 października 1985 w dystrykcie Kapchorwa) – ugandyjski lekkoatleta, długodystansowiec, mistrz igrzysk Wspólnoty Narodów.

## Kariera sportowa
Odnosił wiele sukcesów jako junior. Zdobył złoty medal w biegu na 5000 metrów i srebrny w biegu na 10 000 metrów na mistrzostwach Afryki juniorów w 2001 w Réduit na Mauritiusie. Na mistrzostwach świata w biegach przełajowych w 2002 w Dublinie zdobył brązowy medal w biegu juniorów, a na mistrzostwach świata w biegach przełajowych w 2003 w Lozannie srebrny medal w tej konkurencji. Zdobył złote medale w biegach na 5000 metrów i na 10 000 metrów na mistrzostwach Afryki juniorów w 2003 w Garoua.
Odpadł w eliminacjach biegu na 5000 metrów na mistrzostwach świata w 2003 w Paryżu. Zajął 4. miejsce w biegu na 10 000 metrów i 6. miejsce w biegu na 5000 metrów na igrzyskach afrykańskich w 2003 w Abudży. Zdobył brązowy medal w biegu na 10 000 metrów na igrzyskach afrykańsko-azjatyckich w 2003 w Hajdarabadzie.
Na mistrzostwach świata w biegach przełajowych w 2004 w Brukseli ponownie wywalczył srebrny medal w kategorii juniorów. Zdobył złoty medal w biegu na 10 000 metrów oraz zajął 5. miejsce w biegu na 5000 metrów na mistrzostywch świata juniorów w 2004 w Grosseto.
Zajął 4. miejsce w biegu na 10 000 metrów na igrzyskach olimpijskich w 2004 w Atenach, a na mistrzostwach świata w 2005 w Helsinkach zajął 4. miejsce w biegu na 10 000 metrów i 11. miejsce w biegu na 5000 metrów.
Zdobył złoty medal w biegu na 10 000 metrów na igrzyskach Wspólnoty Narodów w 2006 w Melbourne, wyprzedzając Geoffreya Kipngeno z Kenii i Fabiano Josepha z Tanzanii. Zajął 6. miejsce na tym dystansie na igrzyskach afrykańskich w 2007 w Algierze oraz 10. miejsce w tej konkurencji na mistrzostwach świata w 2007 w Osace. Również 10. miejsce zajął w biegu na 10 000 metrów na igrzyskach olimpijskich w 2008 w Pekinie.

## Rekordy życiowe
Boniface Kiprop maił następujące rekordy życiowe:
- bieg na 3000 metrów – 7:36,95 (26 lipca 2008, Londyn)
- bieg na 5000 metrów – 12:57,11 (25 lipca 2006, Sztokholm)
- bieg na 10 000 metrów – 26:39,77 (26 sierpnia 2058, Bruksela)

## Rodzina
Jego starszy brat Martin Toroitich również był znanym lekkoatletą długodystansowcem.